# بخش مرکزی شهرستان شبستر
بخش مرکزی شهرستان شبستر یکی از بخش‌های تابعه شهرستان شبستر در استان آذربایجان شرقی در شمال غربی ایران است.

## تقسیمات کشوری
- بخش مرکزی شهرستان شبستر
  - دهستان سیس
  - دهستان گونی شرقی
  - دهستان گونی مرکزی

شهرها: خامنه، شبستر، شرفخانه، شندآباد، سیس، وایقان و کوزه‌کنان.

## جمعیت
بنابر سرشماری مرکز آمار ایران، جمعیت بخش مرکزی شهرستان شبستر در سال ۱۳۸۵ برابر با ۶۵۹۴۹ نفر بوده است.